# Jerpa kolostor
A Jerpa kolostor (más néven: Brag Jer-pa, Drak Jerpa, Druk Jerpa, Dagyeba, Dajerpa és Trajerpa, tibeti: གཡེར་པ, wylie: Jerpa, kínai: 葉巴, pinjin: Jepa) a tibeti buddhizmus gelug iskolájának egyik kolostora Lhásza városától 16km-re északkeletre, amelyhez ősi meditációs barlangok is tartoznak, ezek 10km-re vannak a kolostortól. Az intézmény korábban 300 buddhista szerzetesnek adott otthont. A mongol Geszer kán, a tíz világtáj ura is állítólag járt a völgyben, amelyről állítólag a sziklákban hagyott nyomai árulkodnak.

## Története
A kolostorhoz tartoznak kisebb szentélyek és elvonulási helyek, köztük a sziklabarlangok, amelyek Tibet legkorábbi meditációs helyei közé tartoznak, amelyek közül néhány már a buddhizmus Tibetbe való megérkezése előtt is hasonló spirituális célokra használtak. Az egyik legismertebb elvonulási helyszínt Szongcen Gampo (604–650) (hagyományosan a Jarlung-dinasztia 33. királya és az egyesített Tibet első császára) személyével kapcsoltak össze, aki maga is járt a helyszínen. Az itt található Dra Jerpa templomot az királyné, Monza Triucsam alapította. A király két, külföldről származó felesége állítólag meditációkat végeztek a Peu Marszergyi és a Csögyel Puk templomokban. originated' Padmaszambhava, avagy Guru Rinpocse (8. század végétől 9. századig) szintén meditált a helyszínen, valamint tantrikus jógát is gyakorolt jóginijével, Jese Cögyallal. A Dava Puk templomban 9 hónap meditációt töltött, amelyet ma a három legfontosabb tudatszint elérési helyszín közé szoktak sorolni. Miután Lhalung Pelgyi Dordzse 842-ben meggyilkolta a buddhista-ellenes bon császárt, Langdarmát, állítólag a helyszínen található egyik barlangban lelt menedéket, ahol azután 22 éven át meditált.
A Jerpa ma is Közép-Tibet három legfontosabb meditációs helyszíne között szerepel. Guru Rinpocse sok tanítványa is ezt a helyszínt választotta gyakorlatához. Atísa (982 – 1054) sokszor tartott tanításokat ebben a völgyben. Az elvonulási helyszíne ma már romokban áll, de a 19. században is még 300 buddhista szerzetes élt itt, és ez számított a Ramocse kolostor (Magasabb Szintű Tantrikus Főiskola) nyári helyszínének is. A későbbi történetírások szerint Szongcen Gampo és Triszong Decen (756–797) templomokat alapítottak a Jerpa területén, és a 11. században felújítási munkálatokat végeztek az épületeken. A hagyományok szerint szentélyt és sztúpát építettek, amikor Szongcen Gampo egyedüli fia, Gungri Gungcen megszületett (édesanyja: Mangza Tricham, Mang hercegnője).
Az eredeti Jerpa kolostor fölött a gelug iskola vette át a hatalmat Congkapa (1357–1419) reformja után. 
A 4. dalai láma (1589–1617) 1618-as halála után a Szera és a Drepung gelug kolostorok szerzetesei Lhászában fellázadtak a Cangpa-dinasztiával szemben. Azok, akiket nem öltek meg a Taklung kolostorban leltek menedékre. Khöntön rinpocse igyekezett meggyőzni a Szera szerzeteseit, hogy kerüljék az erőszakot, majd visszavonult a Jerpába, amíg a kedélyek le nem csillapodtak. Ekkoriban vesztette el a Jerpa a vagyonát és a Taklung kolostor alá sorolták be.

### Az újkorban
A 19. századtól egészen 1959-ig 300 szerzetes élt a Jerpa kolostorban. Szintén itt volt a gyutö rend tantrikus főiskolájának nyári rezidenciája. A Drubde kolostort 1959-ben lerombolták. A kulturális forradalom (1966–76) során a Jerpa teljes épületegyütteseit mindenestül a földig rombolták.
Önkéntesek segítségével és adományokból néhány barlangtemplomot és a Jerpa kolostort később részben helyreállították.
Police came to Yerpa after the disturbances of October Az 1987-es zavargások idején a helyszínre érkezett a rendőrség és a templomkapukra figyelmeztetéseket helyeztek, hogy senki ne merjen „ellenforradalmi tevékenységeket folytatni”.
1998-ban a kormány lerombolt egy sor kápolnát, amelyek engedély nélkül épültek. A kolostorban élő szerzetesek száma még 2008-ban is szigorú szabályozás alá tartozott.

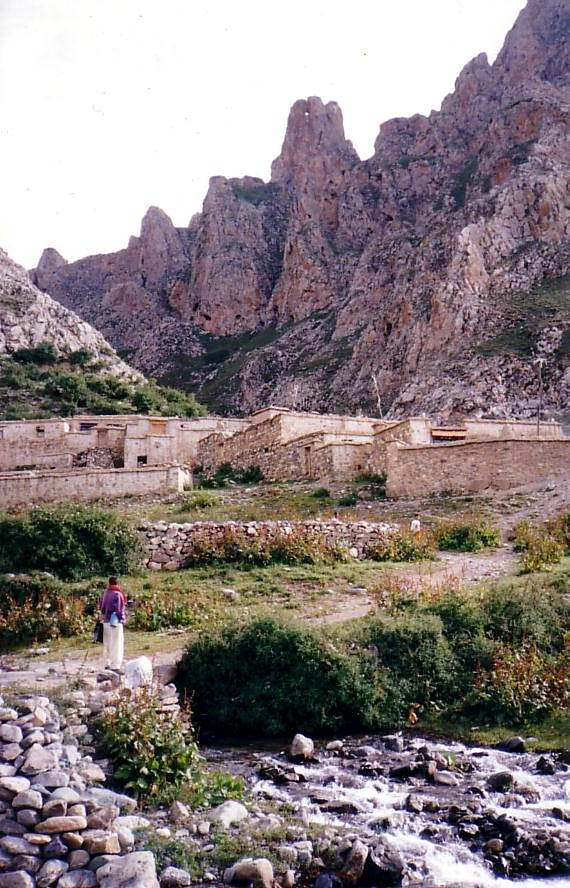
Jerpa, 1993
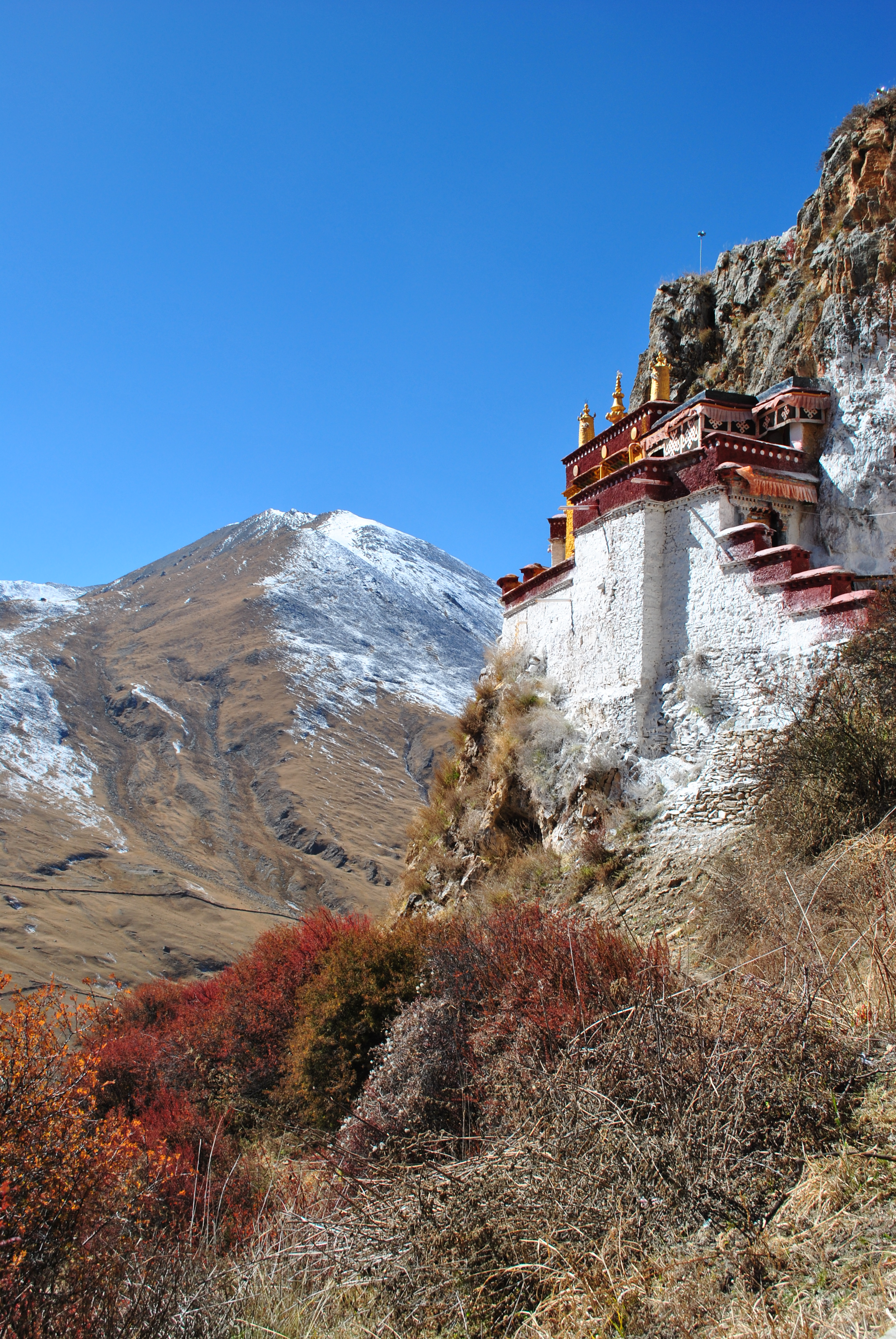
Drak Jerpa
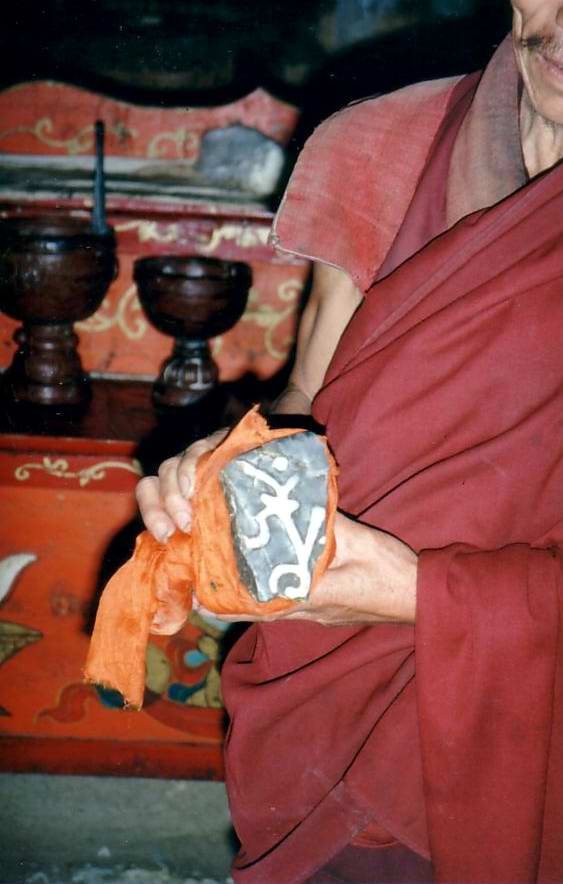
Szent szimbólum
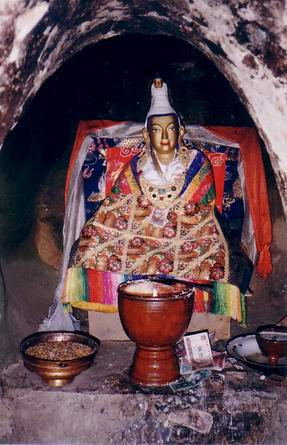
Szongcen Gampo király szobra a meditációs barlangjában a Jerpa-völgyben
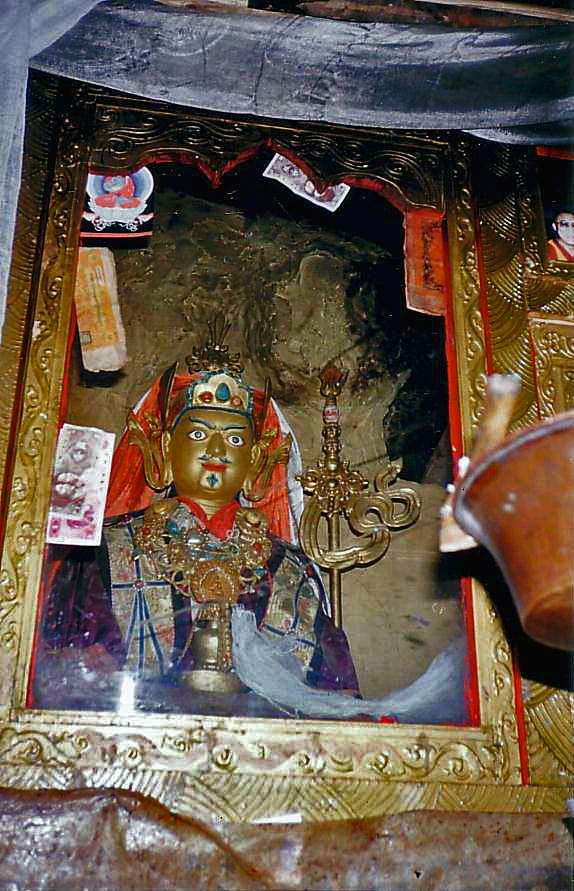
Guru Rinpocse szobra a Jerpa-völgyi meditációs barlangjában
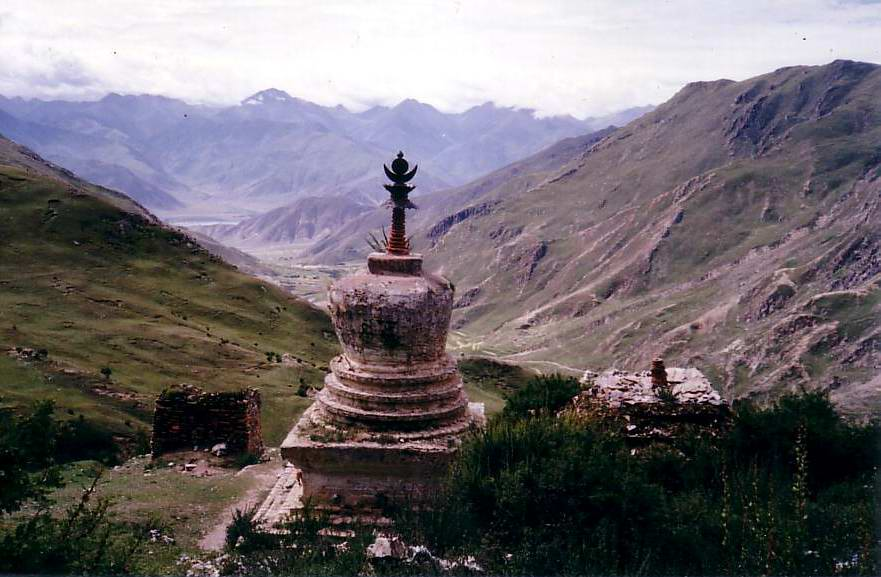
Jerpa-völgy
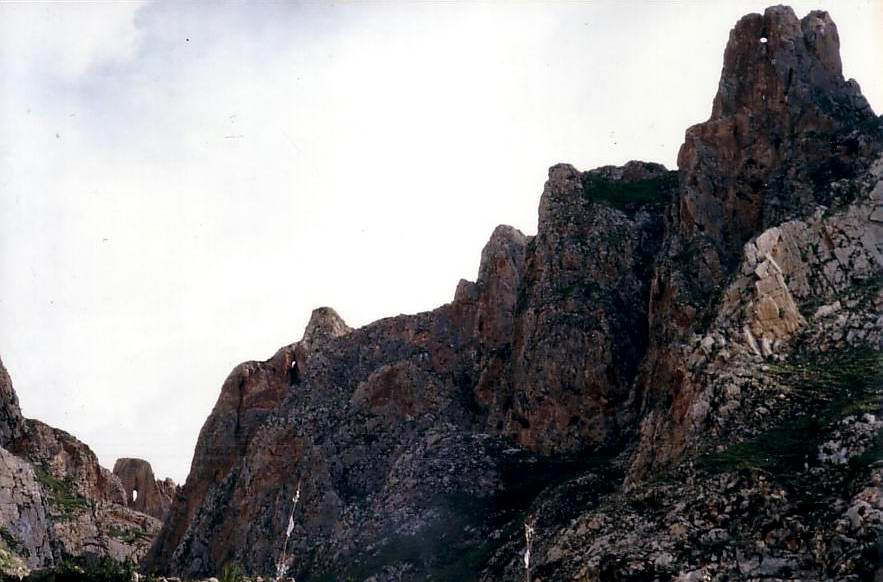
Geszer kán nyila ütötte lyukak
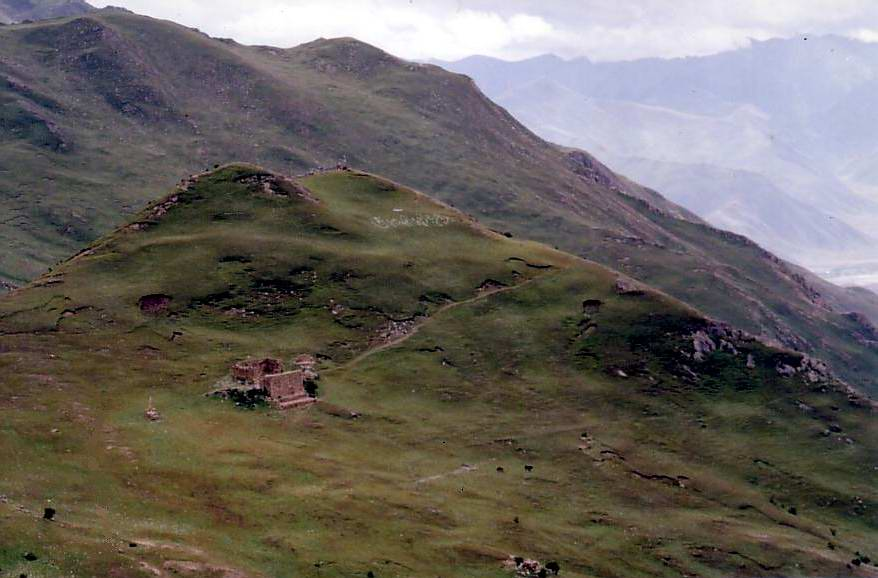
Égbeetetési helyszín, Jerpa
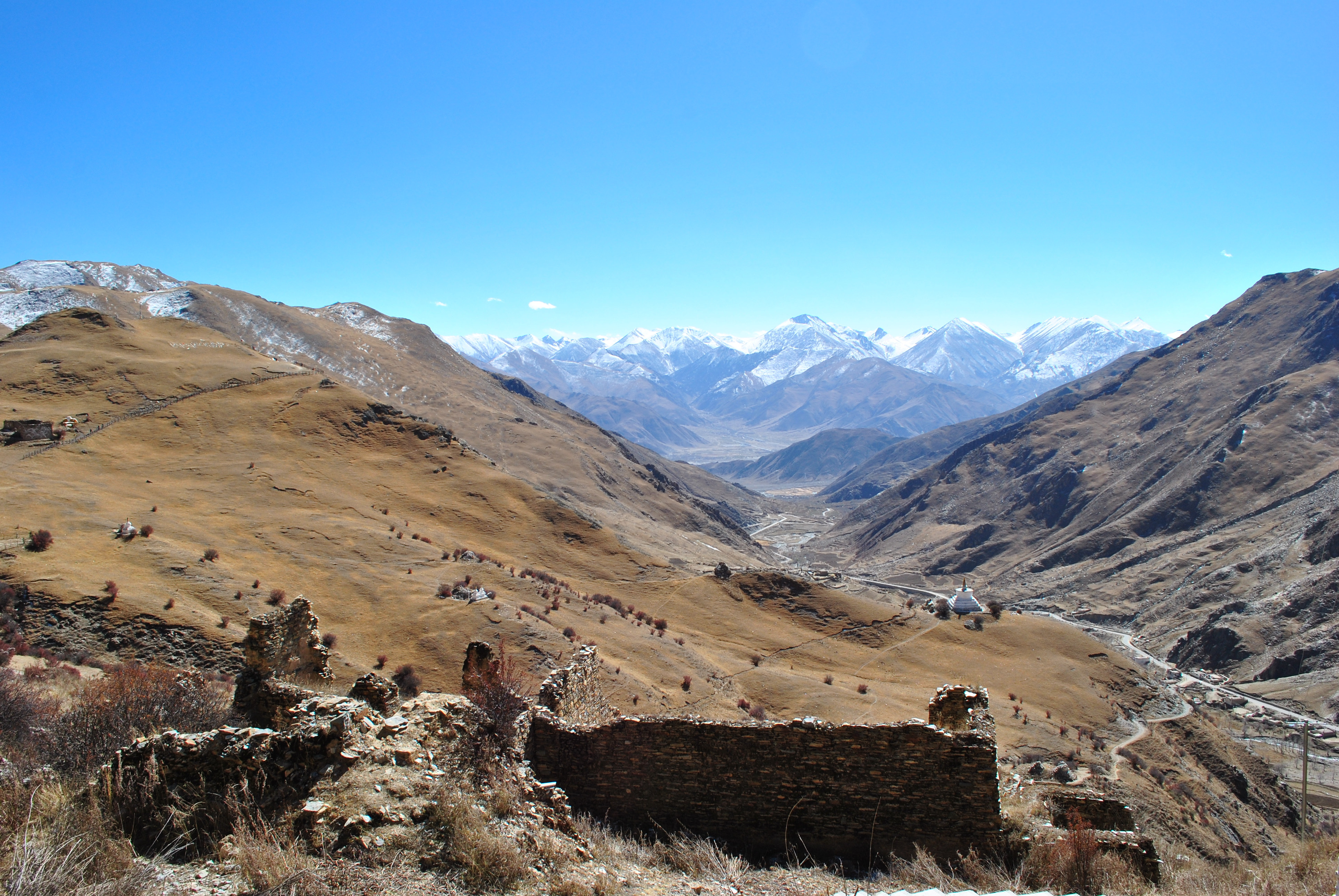
A Jerpa-völgy